# Alamar (indumentaria)

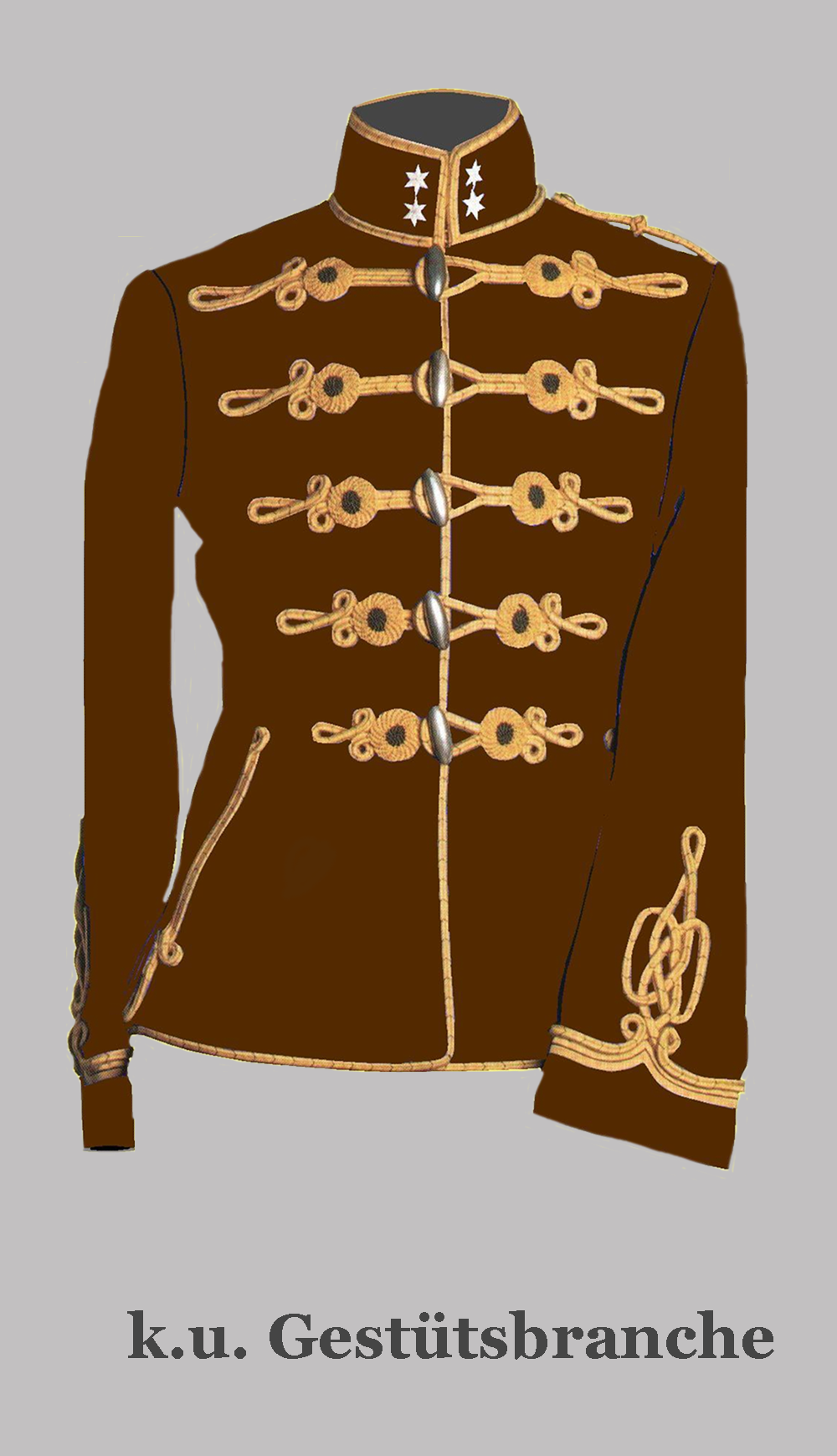
Chaqueta abrochada con alamares

El alamar es un tipo de ligadura realizada con una cinta de seda, piel o cordón cerrada en lazo para formar un ojal a través del cual pasar el botón. Se sabe con certeza que el origen del término debe buscarse en el árabe al amâra, es decir cordón. 
Complemento originario de los uniformes militares (ya estaba en uso en el siglo XVIII en los uniformes de algunos ejércitos), formó parte del guardarropa femenino a partir del siglo XIX. Hoy se utiliza también en camisas y prendas de abrigo como la trenca. Los alamares han permanecido en los uniformes oficiales de algunos cuerpos como el de granaderos y carabineros. 
El enlace con alamares caracteriza además la chaqueta montgomery, que en su versión más clásica se presenta con los típicos botones en forma de cuerno. Por esta razón el término alamar es a menudo utilizado también para indicar los botones de forma alargada.